# Ergänzungssteuergesetz
Das Ergänzungssteuergesetz war ein Gesetz, mit dem 1893 eine Vermögensteuer in Preußen eingeführt wurde. Es wurde am 14. Juli 1893 durch die Unterschrift von Kaiser Wilhelm II. im Neuen Palais verkündet und trat am 1. April 1895 in Kraft.

## Geschichte
Charakteristisch für alle frühen Formen der Vermögensbesteuerung, die bis nach Babylonien und in das Alte Ägypten zurückreichen, war ihr Einsatz zunächst als außerordentliches Hilfsmittel in Kriegs- und Notzeiten, das nach einiger Zeit in eine regelmäßig erhobene Abgabe umgewandelt wurde. Im Römischen Reich gab es das tributum civium zur Finanzierung der Kriegskosten. Besteuerungsobjekt war zunächst der Grundbesitz, später wurde das gesamte Vermögen mit Ausnahme der Forderungen herangezogen.
Im frühen Mittelalter existierte eine einfache Form der Vermögensteuer, die als Bede (Bittsteuer) bzw. auf dem Land als „Landbede“ (Brandenburg), „Zwanzigster Pfennig“ (Bayern) oder „Schatzung“ (Württemberg) bezeichnet wurde. Mit zunehmender Ausweitung der Geldwirtschaft und dem Aufblühen von Handel und Gewerbe trat neben das Immobiliarvermögen das bewegliche Vermögen als Indikator steuerlicher Leistungsfähigkeit in den Vordergrund.
Ausgehend von der Besteuerung des Vermögensertrags gewann die Einkommensteuer im Laufe des 19. Jahrhunderts zunehmend an Bedeutung. Gleichzeitig gewann die Auffassung Anhänger, das die Ertragsbesteuerung allein nicht genüge, um eine dem Leistungsfähigkeitsprinzip entsprechende Steuerverteilung zu gewährleisten. Deren Schwächen sollte durch eine ergänzende Erhebung einer Vermögensteuer entgegengewirkt werden. Die Besteuerung des Vermögens trat nunmehr neben die Besteuerung des Einkommens, die Vermögensteuer wurde zur Ergänzungssteuer. Dieses neue Verständnis brachte das am 14. Juli 1893 erlassene Preußische Ergänzungssteuergesetz zum Ausdruck.

## Preußisches Ergänzungssteuergesetz
Der Steuerpflicht unterlagen die im § 1 des Einkommensteuergesetzes vom 24. Juni 1891 zu Nr. 1 bis 3 bezeichneten physischen Personen nach dem Gesamtwert ihres steuerbaren Vermögens (§ 2 Ergänzungssteuergesetz). Damit galt es für preußische Staatsangehörige und Staatsangehörige anderer Bundesstaaten sowie Ausländer, die in Preußen wohnten oder arbeiteten. Steuerbares Vermögen war das gesamte bewegliche und unbewegliche Vermögen nach Abzug der Schulden (§ 4 Ergänzungssteuergesetz). Zur Ergänzungssteuer herangezogen wurden grundsätzlich diejenigen Personen, deren steuerbares Vermögen den Gesamtwert von 6 000 Mark überstieg (§ 17 des Ergänzungsteuergesetzes).